# Miedzna Murowana
Miedzna Murowana – wieś w Polsce położona w województwie łódzkim, w powiecie opoczyńskim, w gminie Żarnów. 
W latach 1975–1998 miejscowość administracyjnie należała do województwa piotrkowskiego, zaś przed 1975 r. do woj. kieleckiego.
Wierni Kościoła rzymskokatolickiego należą do parafii Nawiedzenia Najświętszej Maryi Panny w Żelazowicach.

## Położenie

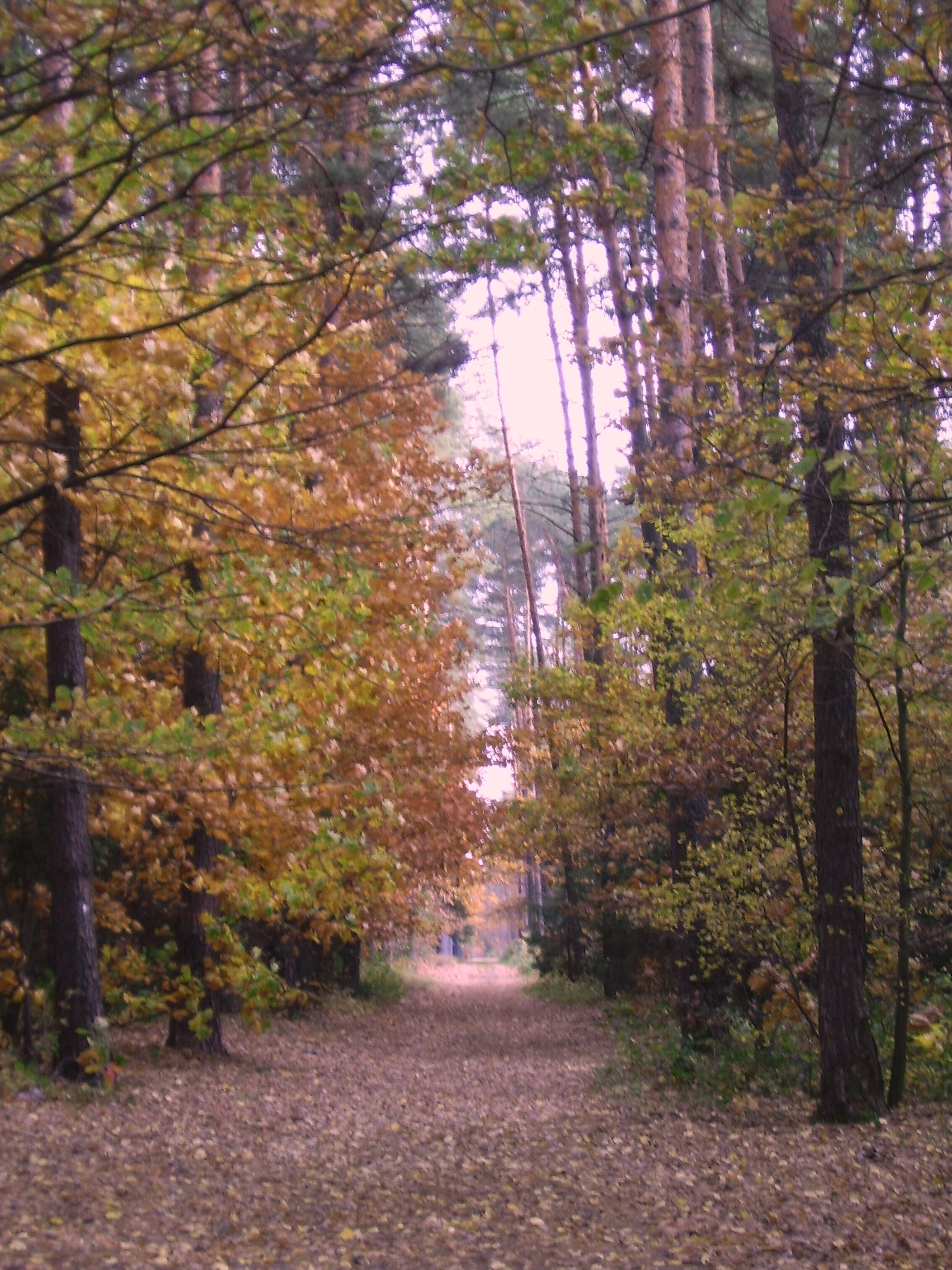
Miedzna jesienią

Miedza Murowana położona jest w gminie Żarnów w południowej części powiatu opoczyńskiego, w województwie łódzkim.
Pod względem fizyczno-geograficznym leży na Wzgórzach Opoczyńskich. W Miedznie można wyróżnić następujące nazwy części wsi: Miedzna Bankowa, Pod Górami, Pod Modrzewiną, i obiektów fizjograficznych: Hektary, Łysa Góra, Żelazowickie Pole, Za Wsią, Za Krzyżem, Za Groblą (są to pola) oraz Olszyny, Pieńki, Spław (łąki), Wąglanką (rzeka). Tereny łąk zostały zalane wodą z rzeki Wąglanki i obecnie jest na nich zalew (retencyjny zbiornik wodny Miedzna-Wąglanka.) W roku 2002 mieszkańcy Miedzny Murowanej przeprowadzili głosowanie na nazwy ulic i wieś otrzymała następujące nazwy: Złota, Opoczyńska, Bankowa, Polna, Spacerowa, Ogrodowa, Brzozowa, Topolowa, Główna, Wysoka, Słoneczna.

## Części wsi
| SIMC    | Nazwa           | Rodzaj    |
| ------- | --------------- | --------- |
| 0557814 | Miedzna Bankowa | część wsi |
| 0557820 | Pod Górami      | część wsi |
| 0557837 | Pod Modrzewiną  | część wsi |

## Historia

### Dzieje Miedzny Murowanej
W średniowieczu była wsią książęcą. W 1234 r. odbył się tu zajazd, w którym uczestniczył Bolesław Kondratowicz, książę sandomierski. W 1451 r. dzięki staraniom Anny Dunin, wieś uzyskała prawo niemieckie i do rozbiorów Polski była dziedzictwem Duninów. Na skutek działań wojennych w 1794 r. została prawie doszczętnie zniszczona.
W 1885 r. Miedzna Murowana była wsią i folwarkiem nad rzeką Wąglanką, powiat opoczyński, gmina Topolice, parafia Białaczów. W 1827 r. były tu 24 domy. Odróżniano Miedznę Wielką (major) i Małą. Kmiece łany, karczma i zagrodniczy dawali dziesięcinę dla prebendy dwikozkiej w Sandomierzu. Z gruntów folwarcznych pobierał dziesięcinę pleban w Białaczowie. Druga Miedzna, zwana Małą (minor) miała tylko łany kmiece i dawała dziesięcinę proboszczowi w Żarnowie.
Miedzna Murowana posiadała w I poł. XIX w. własną gminę i wójta, którym był właściciel ziemski Otfinowski, posługiwał się własną pieczęcią. W II poł. XIX w. wieś została przyłączona do gminy Topolice.

### Kościół
Ludność Miedzny Murowanej była wyznania rzymskokatolickiego. Wyjątkiem była druga połowa XVI w. I początek XVII w., kiedy właściciel wsi Leonard Strasz przeszedł na kalwinizm, zbudował zbór i utrzymywał akatolickiego nauczyciela. Ostatni kawałek muru przetrwał do 1912 r., w którym zburzył go właściciel wsi. O przynależności ludności do kalwinizmu w źródłach nie ma wzmianek. Wieś należała do parafii Białaczów.

### Szkolnictwo
Początkowo Miedzna Murowana należała do okręgu białaczowskiego. W 1838 r. wójt gminy Miedzny Murowanej wystosował pismo do komisarza obwodu opoczyńskiego zawierające prośbę mieszkańców o wyłączenie wioski z tego okręgu, ponieważ wioska leży dalej niż pół mili od szkoły. Komisarz obwodowy z Opoczna w piśmie skierowanym w dniu 16 grudnia 1838 r. do Rządu Gubernialnego stwierdza, że wioska ta ma podstawy, aby odłączyć nią od Białaczowa, ponieważ odległość jest większa niż pół mili i droga prowadzi przez las. Mocą pisma z dnia 30 stycznia 1840 r. Miedzna Murowana została odłączona od stowarzyszenia szkolnego. Jednak, gdy organizowano szkołę w Solcu za Żarnowem, w gminie Trojanowice, chciano włączyć Miedznę Murowaną jako położoną na terenie tej gminy do tego okręgu. W takim wypadku włościanie z Miedzny Murowanej napisali prośbę do okręgu Białaczowie, aby ich dzieci uczęszczały do Białaczkowa, ponieważ jest bliżej niż do Solca. Do czasów powojennych szkoła mieściła się w mieszkaniach prywatnych oraz u dziedzica.

### Legendy i podania
Istnieją dwie legendy związane z Miedzną Murowaną. Według tych legend nad rzeką Wąglanką, na polach Miedzny stała karczma, sławna z rozpusty i pijaństwa. Chłopi zamiast iść do kościoła na mszę świętą, chodzili do karczmy. Bardzo to denerwowało plebana, więc udał się tam, aby pouczyć chłopów, że źle robią. Ponieważ chłopi byli pijani, to wrzucili księdza do rzeki i wtedy ksiądz rzucił klątwę na lud i karczmę. Po kilku latach w karczmie tej zjawił się świątobliwy człowiek, aby zjeść obiad. Gdy wyruszył w dalszą drogę przypomniał sobie, że nie zabrał swojej laski i koszyka z karczmy, więc wysłał woźnicę po te rzeczy. Wtedy to zerwał się ogromny szum, ziemia zadrżała, a karczma zawaliła się i znikła. Na jej miejscu powstało zabagnione jezioro zwane „Dołem Kumów”.

## Miedzna dziś

### Mieszkańcy

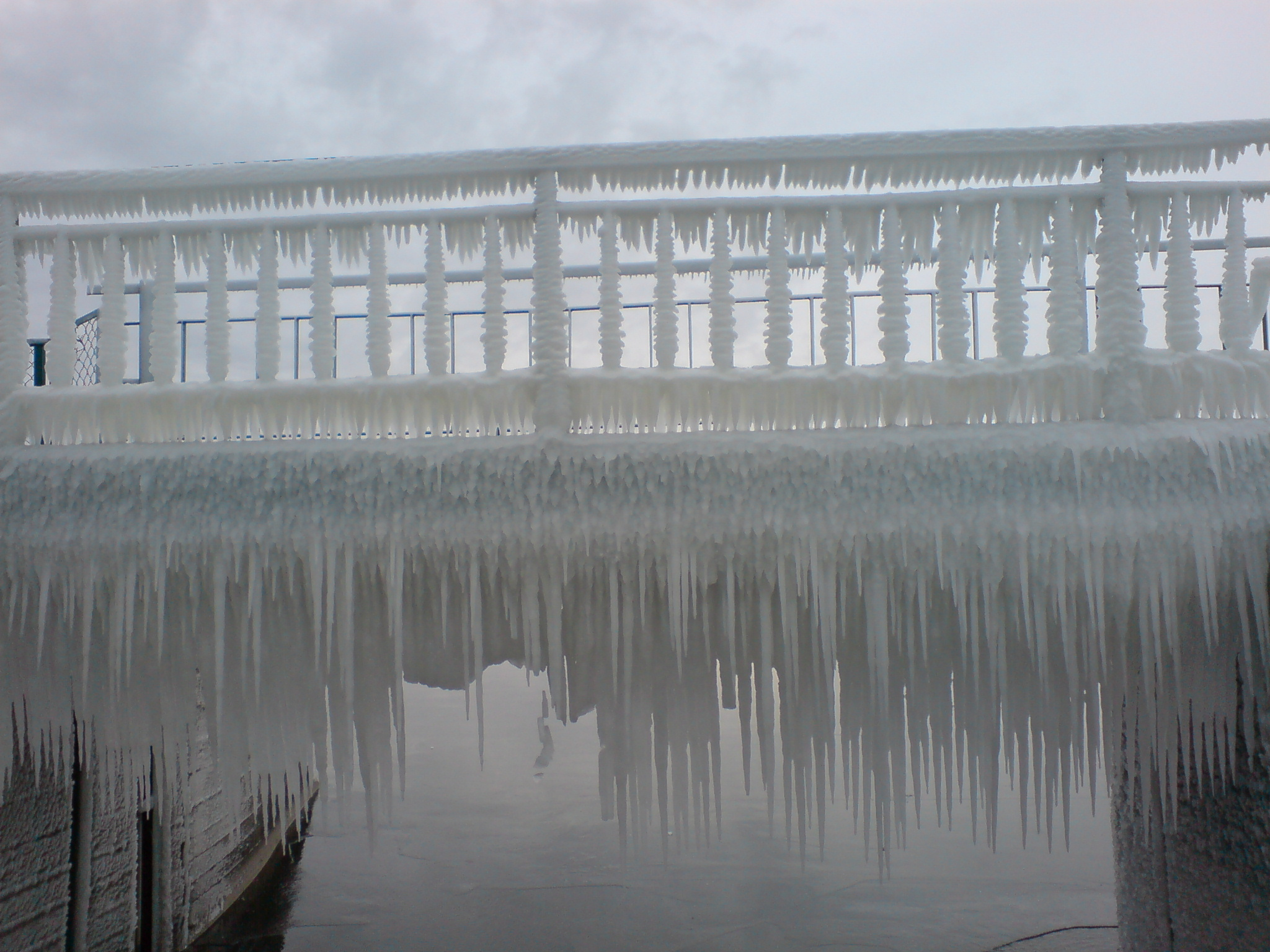
Zalodzony most

Miedzna liczy 557 mieszkańców w tym: 242 kobiety, 235 mężczyzn, 80 nieletnich. Ogólna liczba ludności stanowi 8,74% ogólnej liczby mieszkańców gminy(dane z 31.12.2007).
Jeszcze w latach 70. XX wieku uprawiano len, a kobiety ręcznie go obrabiały, przędły i tkały materiały lniane. Hodowano owce i gęsi. Obecnie zostało już niewiele dużych gospodarstw rolnych. Mieszkańcy najczęściej posiadają niewielkie pola dla własnych potrzeb. Wielu mieszkańców jest bezrobotnych. Do roku 1957 we wsi istniała ochotnicza straż pożarna. Obecnie mieszkańcy wystąpili z inicjatywą utworzenia we wsi Ochotniczej Straży Pożarnej.

### Szkolnictwo

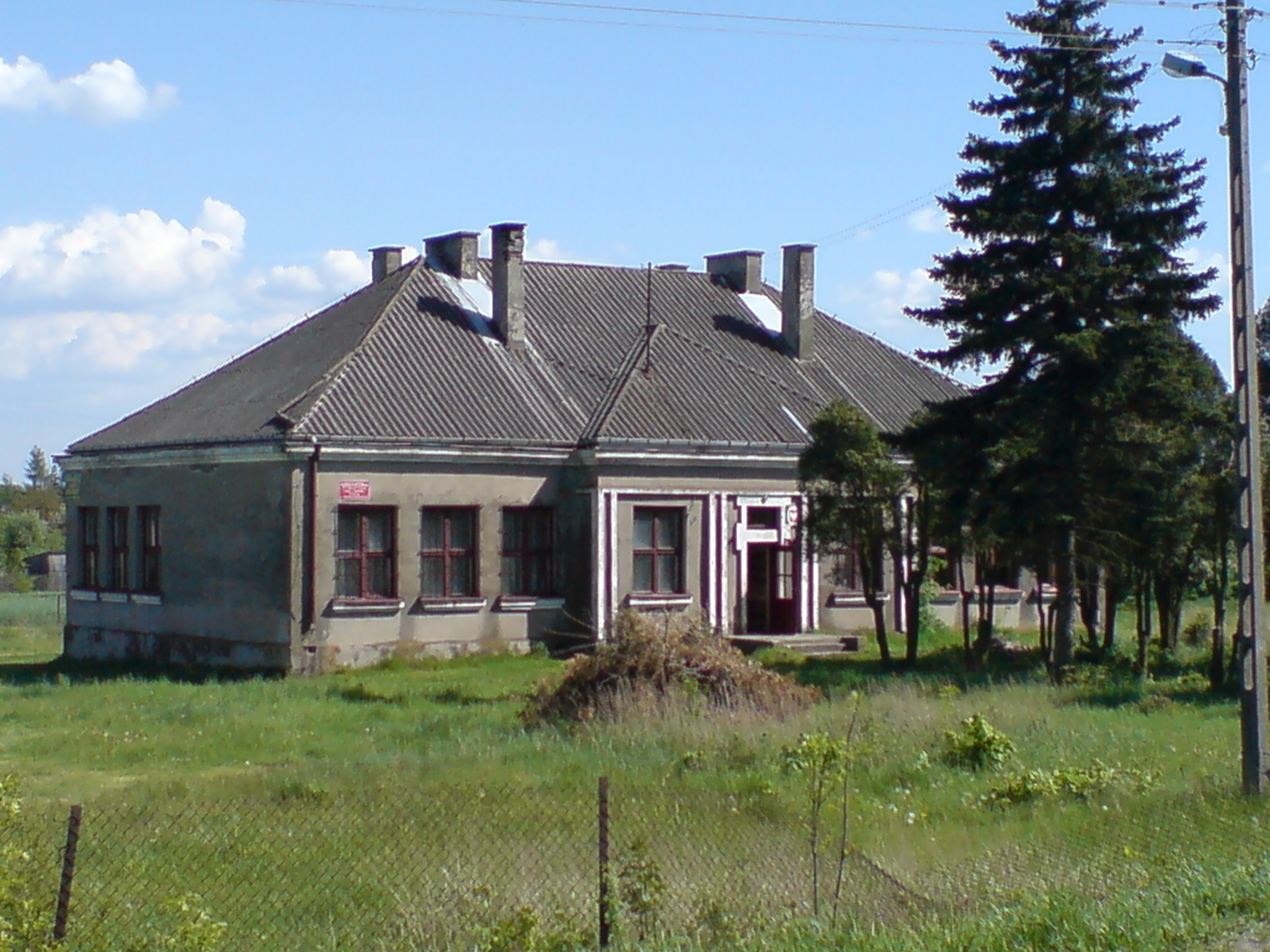
Zamknięta szkoła w Miedznie Murowanej

Przez pierwsze powojenne lata dzieci uczyły się w domach prywatnych i w dworku u dziedzica. W latach 1957–1958 została wybudowana szkoła z czterema salami lekcyjnymi. Ponieważ było dużo dzieci i osiem klas, było zbyt ciasno i dlatego na początku lat siedemdziesiątych wynajęto dwa pomieszczenia w domu prywatnym u państwa Władysława i Marianny Sikorów.
W roku 1976 klasy 6, 7 i 8 zostały przeniesione do szkoły podstawowej w Miedznie Drewnianej. Po dwóch latach uczniowie znowu zostali przeniesieni tym razem do Zbiorczej Szkoły Gminnej w Żarnowie. Dzieci klas młodszych uczęszczały do szkoły w Miedznie Murowanej do roku 2000. W tym to roku szkoła podstawowa w Miedznie Murowanej została całkowicie zlikwidowana, a uczniowie do dziś dojeżdżają do Szkoły Podstawowej w Żarnowie, a starsi uczniowie do Gimnazjum w Żarnowie.
Obecnie w budynku szkoły znajduje się filia Biblioteki Publicznej w Żarnowie, którą prowadzi pani Krystyna Zdun.
Znajduje się tam również Wiejski Dom Kultury, w którym odbywają się wybory oraz wielkanocne święcenie pokarmu. Chętni mogą pograć tutaj w tenisa stołowego. W Miedznie znajduje się również prywatny kort tenisowy.

### Kościół

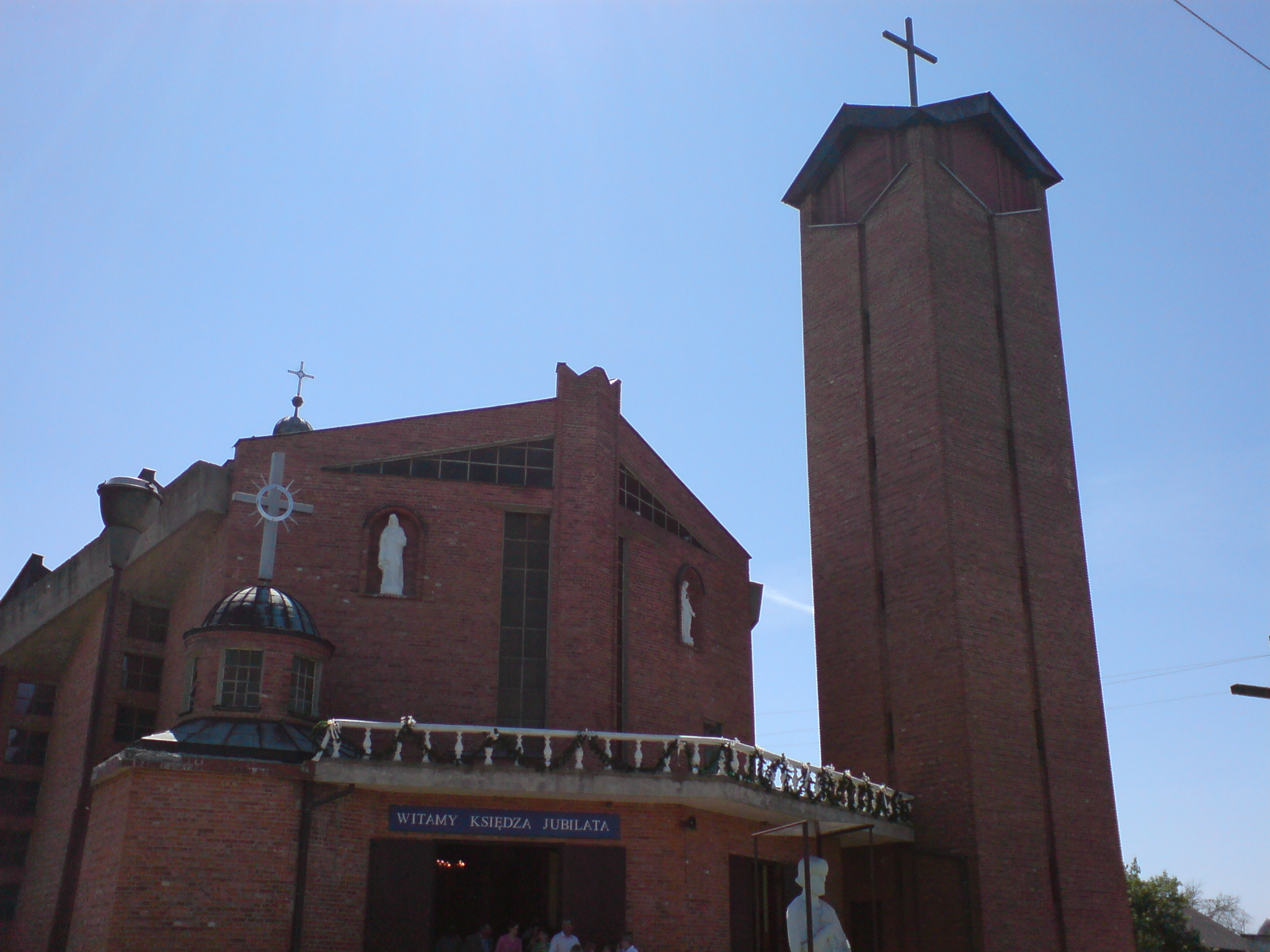
Kościół w Żelazowicach

Miedzna należała do parafii Białaczów. Kiedy została wybudowana w Żelazowicach świątynia została przypisana parafii Żelazowice. Kościół posiada wieżę z dzwonnicą na górze. Budowę tej świątyni rozpoczęto w czerwcu 1981 r. a w grudniu 1984 została oddana do użytku. Inicjatorem budowy kościoła był ówczesny proboszcz tej parafii ksiądz Kazimierz Okrutny. Fundusze na budowę zgromadzono ze składek wiernych. Ks. bp Walenty Wójcik poświęcił świątynię w 1985 r. Jest ona pod wezwaniem Nawiedzenia Najświętszej Maryi Panny.
W Miedznie znajdują się cztery kapliczki i trzy krzyże. Kapliczka przy ulicy Topolowej pochodzi z roku 1906, a przy Wysokiej z 1909.

### Zalew

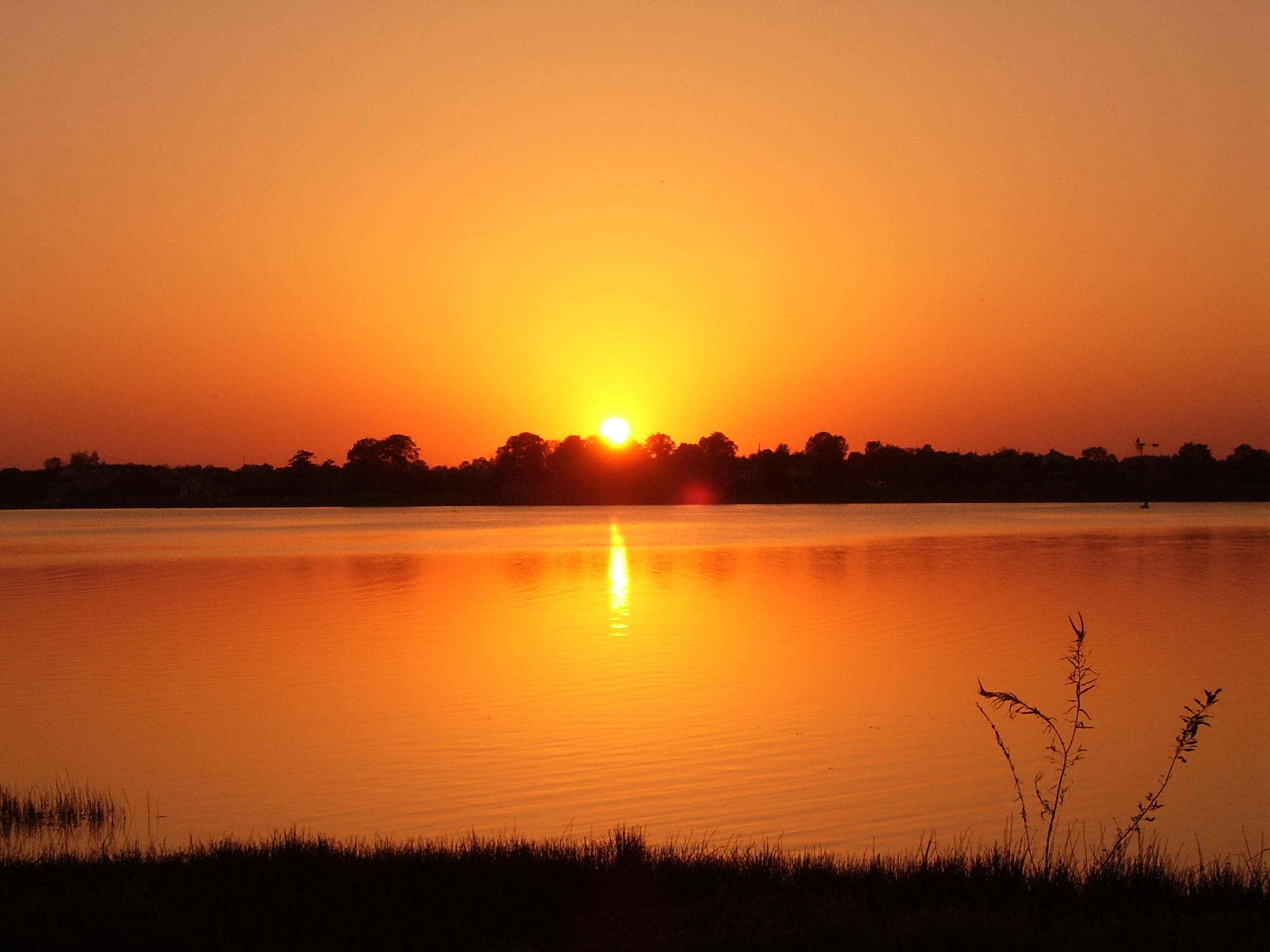
Zachód słońca nad zalewem w Miedznie

Zalew o powierzchni 185 ha powstał na terenie łąk zalanych wodami rzeki Wąglanki. Zbudowało go Rejonowe Przedsiębiorstwo Melioracyjne w Końskich. Budowę rozpoczęto w 1974 r. a zakończono w 1979 r. Pierwsze zalanie miało być próbne, ale jednak pozostało do tej pory. Zalew jest zbiornikiem retencyjnym przeznaczonym dla potrzeb rolnictwa z maksymalną objętością 4,16 mln m³ i maksymalnym piętrzeniem wynoszącym 6,85 m. W wodach zbiornika występuje wiele gatunków ryb między innymi szczupak, sandacz, sum, karp, leszcz, lin i okoń.

### Stanica harcerska

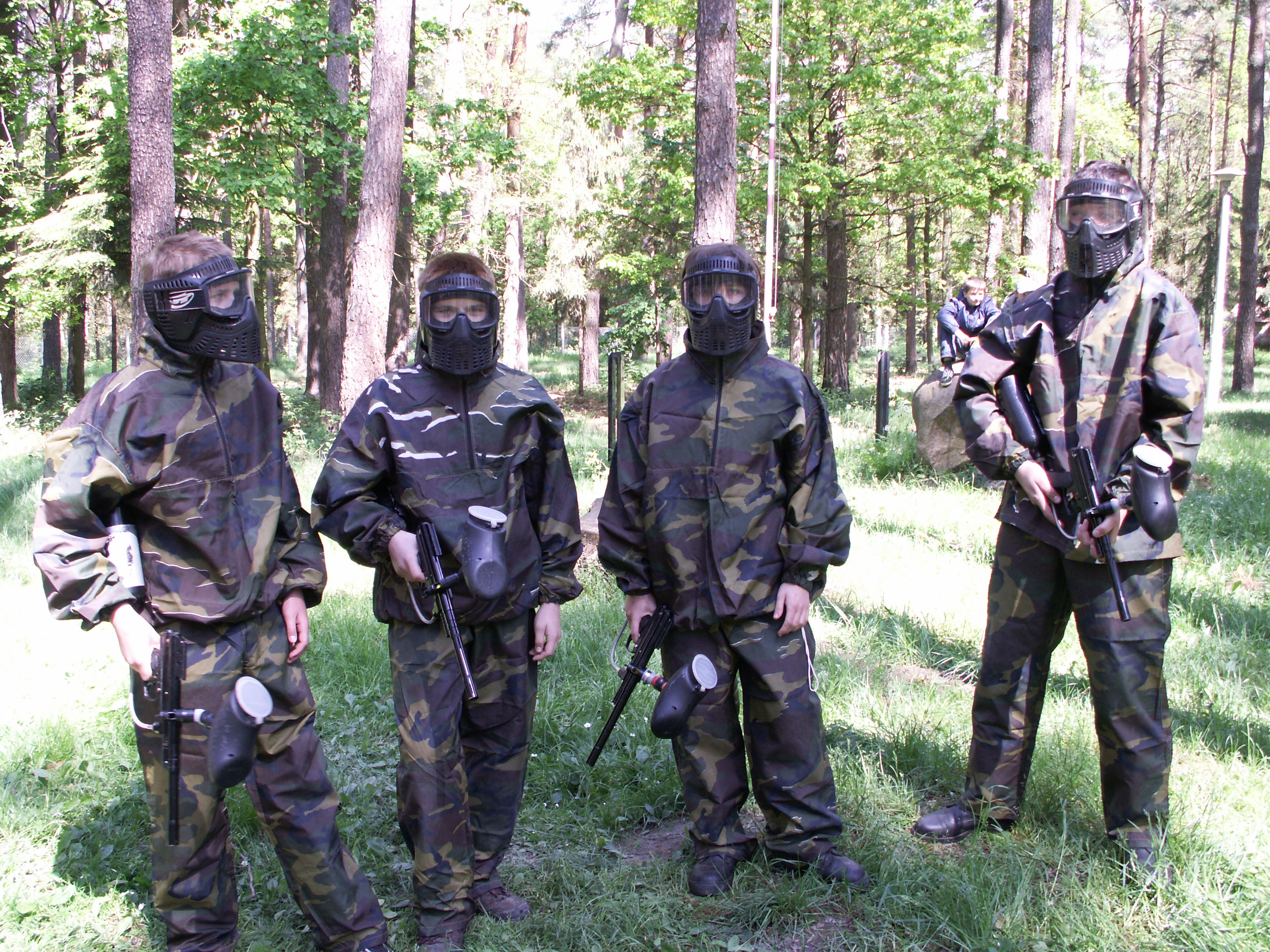
Zawody paintballowe na stanicy w Miedznie Murowanej

Stanica harcerska w Miedznie Murowanej podlega pod zarząd Miejskiego Domu Kultury w Opocznie. Stanica przeznaczona jest nie tylko dla harcerzy, choć w większości odbywają się tam imprezy harcerskie takie jak na przykład manewry. Co roku organizuje się tam forum trzeźwościowe.